# Viorica Dăncilă
Vasilica-Viorica Dăncilă (/va.siˈli.ka vi.oˈri.ka dənˈt͡ʃi.lə/), née Nica le 16 décembre 1963 à Roșiorii de Vede, est une femme d'État roumaine. Elle est Première ministre de Roumanie du 29 janvier 2018 au 4 novembre 2019.
Elle est députée européenne entre 2009 et 2018, année de sa nomination comme Première ministre, à la tête d'une coalition avec le Parti social-démocrate (PSD) et l'Alliance des libéraux et démocrates (ALDE). En mai 2019, après l'incarcération de Liviu Dragnea, elle devient présidente du PSD.
En août 2019, alors qu'elle a été investie candidate à l'élection présidentielle de novembre, l'ALDE quitte la coalition, ce qui entraîne la perte de sa majorité au Parlement. Elle est finalement renversée en octobre par une motion de censure et remplacée par le libéral Ludovic Orban. Peu après, elle est battue au second tour de la présidentielle par le président sortant, Klaus Iohannis, et démissionne de la présidence du PSD.

## Biographie

### Famille et formation
Originaire du județ de Teleorman, Vasilica-Viorica Dăncilă est diplômée de l'université pétrole-gaz de Ploiești. Elle est ingénieur et enseignante de profession.
Elle est mariée à Cristinel Dăncilă, directeur d'une compagnie pétrolière et ancien membre du conseil du județ de Teleorman,. Elle a un fils adoptif, Victor.

### Députée européenne

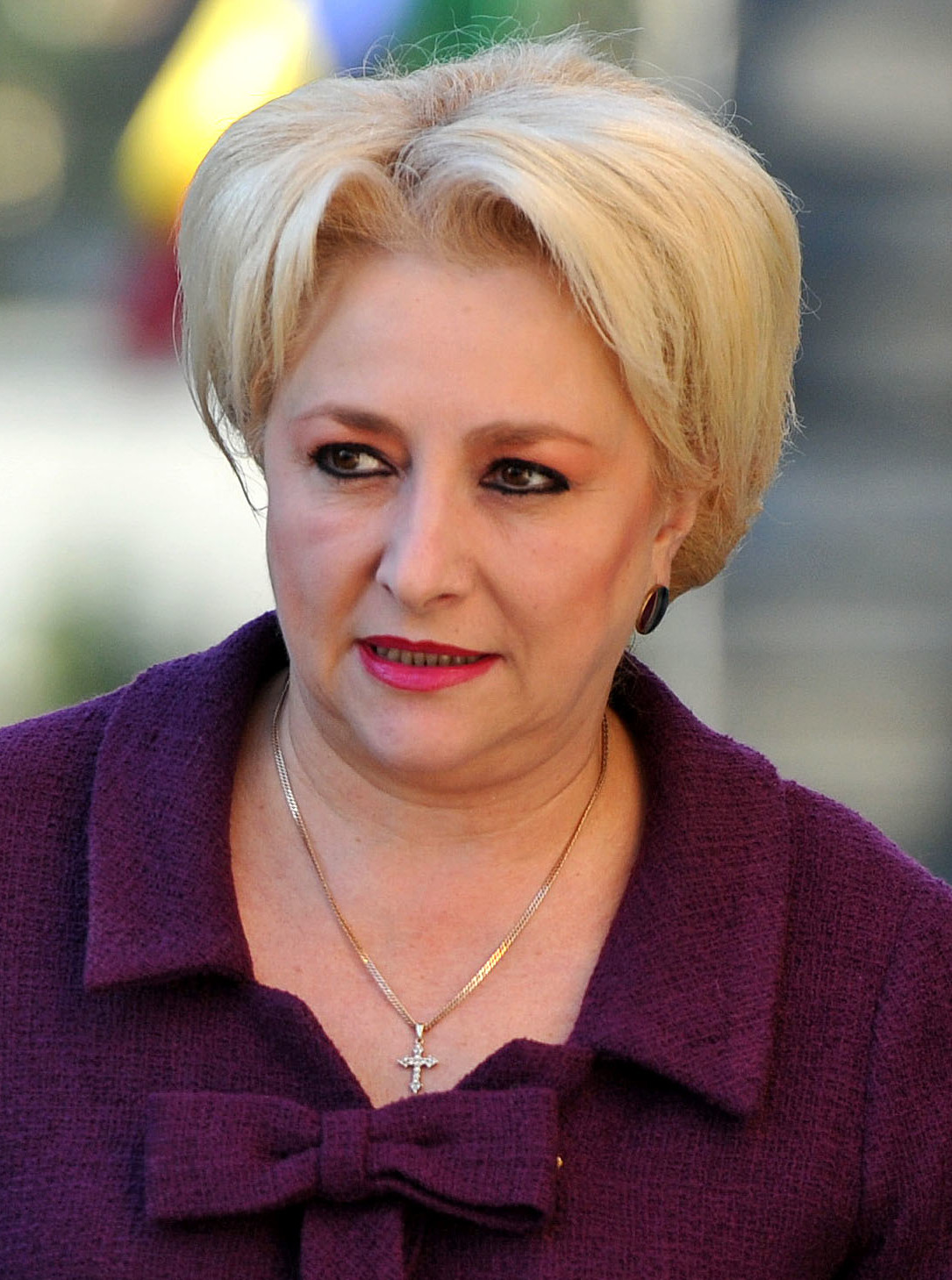
Viorica Dăncilă en 2014.

Elle est élue députée européenne en 2009 et réélue en 2014.

### Première ministre

#### Successeure de Mihai Tudose
Mis en minorité lors d'un vote interne du PSD, le 15 janvier 2018, Mihai Tudose démissionne et annonce qu'il n'assurera pas l'intérim à la tête du gouvernement. La nomination du vice-Premier ministre Paul Stănescu, pour une période intérimaire maximum de 45 jours, est annoncée. Mais le président Klaus Iohannis décide de nommer Mihai Fifor. Le jour même, le PSD propose le nom de Viorica Dăncilă pour lui succéder.
Le 17 janvier 2018, le président Klaus Iohannis demande à Viorica Dăncilă de former le nouveau gouvernement. Le 26 janvier suivant, la composition du gouvernement est annoncée. Elle prend ses fonctions le 29 janvier, devenant ainsi la première femme à diriger un gouvernement en Roumanie. Le gouvernement qu'elle dirige est composé de nombreux fidèles du président du PSD, Liviu Dragnea, qui est considéré comme l'homme fort du pays et qui est accusé de chercher à réformer la justice afin d'échapper à des poursuites judiciaires.

#### Tentatives infructueuses de renversement
Le 27 juin 2018, son gouvernement survit à une motion de censure votée par 166 parlementaires, soit bien loin des 233 requis. Le 20 décembre, elle survit à une deuxième, soutenue par seulement 161 députés. Le 19 juin 2019, une troisième motion de censure visant son gouvernement est débattue : elle recueille 200 voix pour.

#### Politique extérieure
La Roumanie assure pour la première fois la présidence européenne du 1er janvier au 30 juin 2019. Viorica Dăncilă en est responsable.
En mars 2019, lors d'une conférence devant le lobby pro-israélien américain Aipac, elle annonce son intention de faire transférer l'ambassade roumaine en Israël de Tel Aviv à Jérusalem.

| |
| Viorica Dăncilă lors d'un entretien avec le président de l’État d’Israël, Reuven Rivlin (26 avril 2018, Jérusalem). |

| |
| Jean-Claude Juncker et Viorica Dăncilă au début de la présidence roumaine du Conseil de l'Union européenne (11 janvier 2019). |

| |
| Viorica Dăncilă s’exprimant au Parlement européen lors de l’évaluation de la présidence roumaine du Conseil de l’UE (16 juillet 2019). |

#### Politique intérieure
En octobre 2018 est organisé un référendum visant à rendre inconstitutionnelle une légalisation du mariage homosexuel.

#### Élection à la présidence du PSD
Après l'échec de son parti aux élections européennes de mai 2019, la validation du référendum convoqué par le président Iohannis et l’emprisonnement de Liviu Dragnea pour abus de pouvoir, elle assure l'intérim à la tête du PSD et voit les appels à la démission de son gouvernement se multiplier.
Le 23 juillet 2019, elle est désignée candidate à l'élection présidentielle roumaine de novembre suivant. Le 26 août, du fait de cette désignation, Călin Popescu-Tăriceanu (ALDE), lui aussi candidat et qui espérait l'appui du PSD, quitte la coalition gouvernementale. Dăncilă a alors 45 jours pour convoquer un nouveau vote de confiance et chercher de nouveaux alliés. Le lendemain, l'Union démocrate magyare de Roumanie (UDMR), soutien du PSD jusqu'en juin 2019, rejette une proposition d'entrer au gouvernement. Fin août, le président Iohannis rejette les nominations de nouveaux ministres par le PSD, exigeant la tenue d’un vote de confiance.

#### Censure par le Parlement
Son gouvernement est renversé par le Parlement le 10 octobre suivant, la quatrième motion de censure déposée à son encontre étant adoptée par 238 voix favorables, soit cinq de plus que la majorité requise,. Le 11 octobre, le président Iohannis annonce la nomination prochaine d'un nouveau Premier ministre et affirme que le prochain gouvernement devrait être issu du PNL. Le chef de l'État soutient la candidature de son président, Ludovic Orban. Le 15 octobre, celui-ci est formellement chargé de former un gouvernement par le président. Il succède à Viorica Dăncilă le 4 novembre, après que son gouvernement minoritaire a obtenu la confiance du Parlement à sept voix près.

### Élection présidentielle de 2019
Au premier tour de l'élection présidentielle, elle arrive deuxième avec 22,3 % des voix, soit le plus mauvais pourcentage de l'histoire de son parti à une telle élection. Elle parvient néanmoins à se qualifier pour le second tour avec une avance de sept points sur son plus proche adversaire, Dan Barna, alors que sa qualification n’était pas acquise selon les sondages. Elle obtient ses meilleurs résultats dans le Sud du pays et dans les zones rurales, ainsi que chez les retraités et les moins diplômés.
Son concurrent, Klaus Iohannis, refuse de débattre avec elle en vue du second tour, lui reprochant d'avoir « foulé aux pieds l’État de droit [et de vouloir] que la Roumanie déraille de sa trajectoire européenne au profit d’un groupe de criminels ». De son côté, elle l’accuse de se défiler. Elle est battue au second tour, réalisant le score le plus faible de l'histoire du PSD à un tel scrutin (33,9 %) et résistant uniquement dans quelques-uns de ses fiefs ruraux,.

### Démission de la présidence du PSD
Viorica Dăncilă relativise son échec à la présidentielle en soulignant qu'elle a réuni le même nombre de voix que le PSD aux élections législatives de 2016 et davantage qu'aux élections européennes de 2019 — pour lesquelles la participation était cependant plus faible — et souligne la responsabilité des responsables locaux de sa formation. Dans un premier temps, elle refuse de présenter sa démission de la présidence du parti, appelant à l'organisation d'un congrès national afin de la démettre de ses fonctions. Mais le retour annoncé de Gabriel Oprea au sein de la direction du PSD et la multiplication des appels à son départ fragilisent sa position,. Elle finit par démissionner le 27 novembre, après la défection de plusieurs des vice-présidents la soutenant ; le président de la Chambre des députés, Marcel Ciolacu, lui succède par intérim.

## Critiques
Viorica Dăncilă est critiquée pour son manque de connaissance de la grammaire en roumain,, son manque de fluidité verbale, sa mauvaise connaissance des termes et des sujets liés à la politique. Mircea Dumitru, recteur de l'université de Bucarest et ancien ministre de l'Éducation, qualifie son langage de « difficile à comprendre » et de « plein d'erreurs de construction syntaxiques et d'incohérences logiques ».